# Jeremy Hunt (ciclista)
Jeremy Hunt (Weyburn, 12 marzo 1974) è un dirigente sportivo ed ex ciclista su strada britannico, professionista dal 1996 al 2012.

## Palmarès

### Strada
- 1991 (Juniores)

Campionati britannici, Prova in linea Juniores
- 1992 (Juniores)

Flanders-Europe Classic
Classifica generale Tour de Lorraine
- 1994 (Dilettanti)

16ª tappa Commonwealth Bank Classic
- 1995 (Dilettanti)

5ª tappa Tour of Lancashire
Internatie Reningelst
Grand Prix Cristal Energie
1ª tappa Commonwealth Bank Classic
- 1997 (Banesto, undici vittorie)

2ª tappa Grand Prix International Telecom (Lourinhã > Marinha Grande)
1ª tappa Circuit de la Sarthe (La Flèche > La Flèche)
6ª tappa Vuelta a Aragón (Barbastro > Saragozza)
1ª tappa, 1ª semitappa Vuelta a La Rioja (Agoncillo > Calahorra)
Campionati britannici, Prova in linea Elite
3ª tappa Grande Prémio Internacional de Torres Vedras (Barreiro > Azambuja)
2ª tappa Grande Prémio do Minho
Circuito de Getxo
3ª tappa Tour de l'Avenir (Cholet > Poitiers)
9ª tappa Tour de l'Avenir (Saint-Lary-Soulan > Auch)
3ª tappa Commonwealth Bank Classic
- 1998 (Banesto, tre vittorie)

Trofeo Alcúdia
10ª tappa Volta a Portugal (Mondim de Basto > Póvoa de Varzim)
14ª tappa Volta a Portugal (Caldas da Rainha > Lisbona)
- 1999 (Banesto, una vittoria)

2ª tappa, 1ª semitappa Commonwealth Bank Classic (Hornsby > Warners Bay)
- 2000 (BigMat-Auber 93, tre vittorie)

2ª tappa Tour Méditerranéen (Mauguio > Cavaillon)
1ª tappa Sea Otter Classic (Cannery > Cannery)
13ª tappa Herald Sun Tour (Eaglehawk > Ballarat)
- 2001 (BigMat-Auber 93, tre vittorie)

Campionati britannici, Prova in linea Elite
2ª tappa Grand Prix de la Somme (Doullens > Abbeville)
4ª tappa Circuit Franco-Belge (Leuze-en-Hainaut > Tournai)
- 2002 (BigMat-Auber 93, una vittoria)

Grand Prix de Ouest-France
- 2003 (MBK-Oktos, una vittoria)

2ª tappa Tour de Picardie (Amiens > Laon)
- 2005 (Mr Bookmaker.com-SportsTech, una vittoria)

2ª tappa Tour de la Région Wallonne (Lessines > Nivelles)
- 2007 (Unibet.com, una vittoria)

Grand Prix d'Ouverture La Marseillaise
- 2008 (Crédit Agricole, una vittoria)

2ª tappa Tour de Langkawi (Butterworth > Sitiawan)
- 2009 (Cervélo TestTeam, una vittoria)

4ª tappa Post Danmark Rundt (Korsør > Køge)

#### Altri successi
- 1997 (Banesto)

Classifica a punti Tour de l'Avenir
- 1998 (Banesto)

Criterium Plymouth
1ª tappa Robert Hobbs Memorial Road Race (Llandeilo)
Classifica generale Robert Hobbs Memorial Road Race
- 1999 (Banesto)

Hornsby-Swansea
Criterium North Bridge
Classifica sprint Vuelta a La Rioja
- 2000 (BigMat-Auber 93)

Criterium Perth
- 2009 (Cervélo TestTeam)

Criterium Otley
- 2011 (Sky ProCycling)

East Yorkshire Classic

## Piazzamenti

### Grandi Giri
- Giro d'Italia

2009: 150º
2012: non partito (15ª tappa)
- Tour de France

2010: 163º
- Vuelta a España

2002: ritirato (7ª tappa)
2008: 107º

### Classiche monumento
- Milano-Sanremo

2007: 17º
2008: ritirato
2009: 133º
2010: 142º
2012: ritirato
- Giro delle Fiandre

2005: ritirato
2008: ritirato
2009: 75º
2010: ritirato
2011: ritirato
2012: ritirato
- Parigi-Roubaix

2000: ritirato
2001: ritirato
2002: ritirato
2004: 79º
2005: 20º
2006: 33º
2008: ritirato
2009: 19º
2010: 18º
2011: ritirato
2012: ritirato

### Competizioni mondiali
- Campionati del mondo

Lugano 1996 - In linea Elite: ritirato
San Sebastián 1997 - In linea Elite: ritirato
Melbourne 2010 - In linea Elite: ritirato
Copenaghen 2011 - In linea Elite: 115º
- Giochi olimpici

Sydney 2000 - In linea: ritirato